# Deník nymfomanky
Deník nymfomanky (ve španělském originále Diario de una Ninfómana) je španělské filmové drama, jehož režisérem byl Christian Molina. Premiéru měl 17. října 2008; v českých kinech byl představen 8. ledna 2009. Hlavní roli, mladou ženu Val, ve filmu hraje Belén Fabra. Ta se kvůli svým sexuálním potřebám stane prostitutkou; této činnosti se nakonec přestane věnovat kvůli úmrtí své přítelkyně.

## Cast
| Belén Fabra          | Val      |
| Leonardo Sbaraglia   | Jaime    |
| Ángela Molinová      | Cristina |
| Llum Barrera         | Sonia    |
| Antonio Garrido      | Giovanni |
| Geraldine Chaplinová | Abuela   |